# Далай-лама VI
Далай-лама VI (1 березня 1683– 15 листопада 1706) — 6-й Далай-лама в 1697—1706 роках, тибетський поет. Шанується в Бутані.

## Життєпис
Вважається нащадком Пеми Лінгпи. За одним із переказів на місці його народження знаходиться монастир Ургеллінг. Сім'я новонародженого належала до школи Ньїнґма. Син Лами Таші Иенцзіна і Цеванг Ламо зі знатного роду племені монпа. Отримав ім'я Цан'янг Г'яцо. Мешкав на південному заході Тибету, в містечку Мон, на схід від Бутану (тепер штат Аруначал-Прадеш, Індія). З ним пов'язано низку легенд: мати при вагітності ним перетворила воду на молоко, не пив материнське молоко, дивом вилікувався від набряку обличчя
1682 року після смерті Далай-лами V деса (регент) Санге Г'ямцо багато років приховував його смерть Далай-лами V задля власного панування. Втім відведений час пошуків його нового «втілення» минув. Це згодом дало можливість стверджувати, що новий Далай-лама був визначений неправильно. Пошуки наступного Далай-лами велися в секретності. Вибір впав на Цан'янг Г'яцо, якого привезли до монастиря Сена, а пізніше в Намкарце. Лише в 1697 році була розкрита його особистість. Панчен-лама V особисто приїхав до нового Далай-лами і ще в стінах монастиря передав йому обітниці «гецхула» (шраманери).
Новий виявився вельми здібним, але мало відповідним для свого сану молодою людиною. Він виявив хист до поезії, але чернече життя йому не подобалася.
1702 року Далай-лама VI вирушив до монастиря Тачилунпо в Шигацзе, де відбулася зустріч з Панчен-ламою V в присутності настоятелів монастирів Сера, Дрепунг і Ганден, а також Лхавзан-хана, володаря Тибету. Присутні намагалися змусити Далай-ламу VI прийняти відповідні обітниці, проте молодик, тричі принісши вибачення і посилаючись на можливу помилку у виборі інкарна-ції, відмовився від чернечого сану та чернечих обітниць «Гецюл». Далай-лама VI вважав за краще інкогніто залишати Поталу і веселитися в Лхасі. Він пив вино, співав пісні, мав коханок.
Такі дії підривали авторитет інституту Далай-лам в Тибеті, що відповідно послаблювало владу деси Санге Г'ямцо. Той спробував захопити або вбити Далай-ламу VI, але марно. Зрештою 1705 року відбувся збройний конфлікт, де хошути завдали поразки війську Санг'є Г'яцо, який вимушений був здатися. У вересні того ж року колишнього десі було страчено в долині Толун. Після цього Лхавзан-хан оголосив Цан'янга Г'яцо несправжнім Далай-ламою VI. Настоятелі трьох найбільших монастирів Дрепунг, Ганден і Сера, а також Панчен-лама V виступили на боці Далай-лами VI.
У 1706 році для вирішення конфлікту Далай-лама VI запрошений цінським імператором Сюаньє до Пекіна. Його почт супроводжували хошути Лхавзан-хана. На шляхуна них напали загони монастирів Дрепунг, Ганден і Сера. Звільнений Далай-лама перебрався до Дрепунга. У відповідь Лхавзан-хан погрожував зруйнувати цей монатсир. Тому Далай-лама VI вирушив до ставки хана біля озера Кукунор. Тут через декілька тижнів раптово помер. За однією версією від отруєння, за іншою — виконавши «Танець Лами», викликав таким чином піщану бурю, після чого сів у позу медитації і перестав дихати.
Ці події призвели до боротьби за Лхасу між претендентами на посаду далай-лами — від Лхвазан-хана і імператора Сюаньє.

## Творчість
Вірші були присвяченні буденним речам, природі та коханним жінкам.